# 트로피컬 아일랜즈

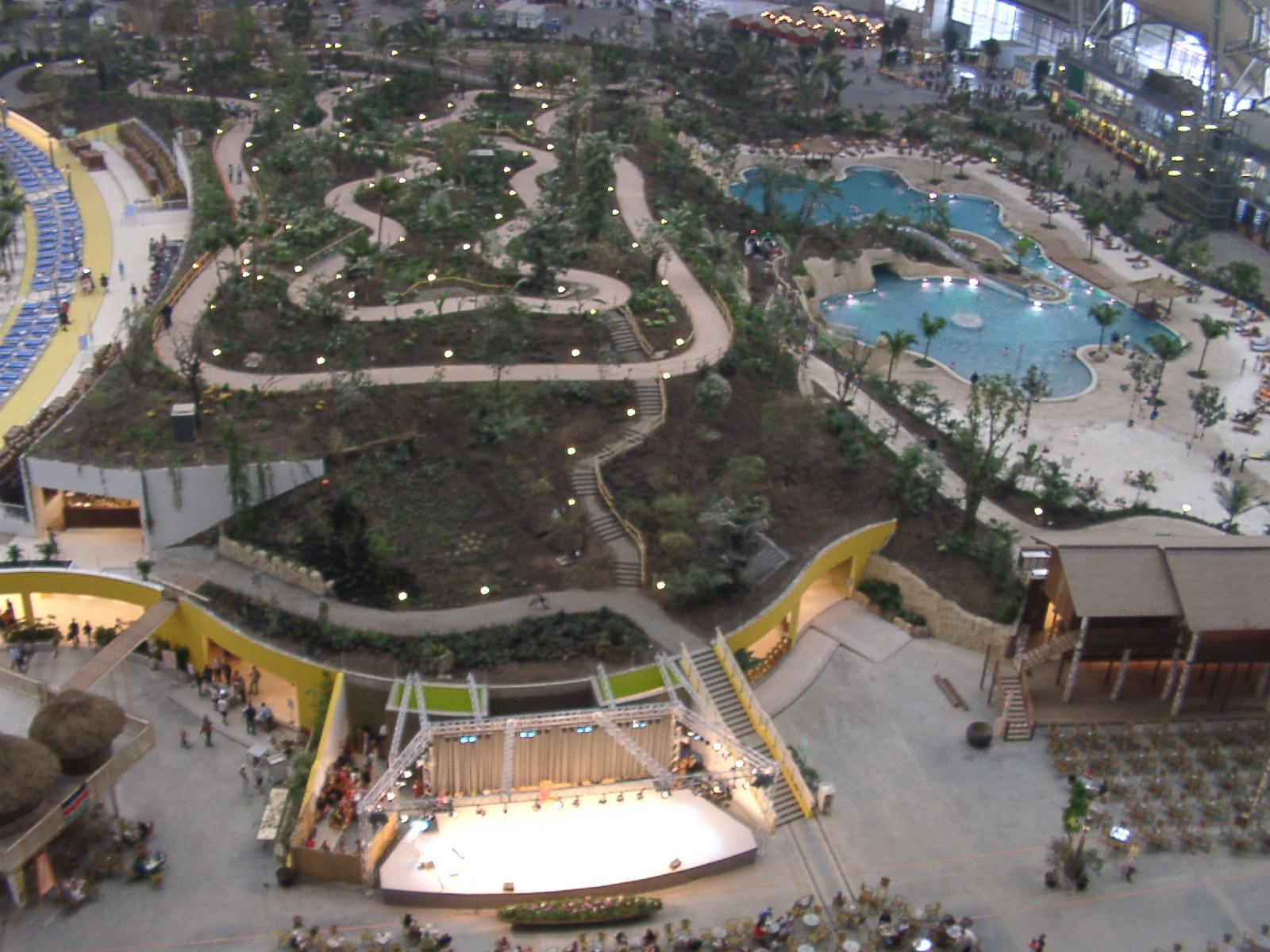
트로피컬 아일랜즈

트로피컬 아일랜즈(독일어: Tropical Islands)는 독일 브란덴부르크주 Krausnick-Groß Wasserburg에 위치한 인공으로 조성된 열대 리조트이다.